# Bengt Delang
Bengt Göran Delang, född 27 oktober 1950 i Borås Caroli församling i Älvsborgs län, är en svensk militär. Han har också varit stadsdirektör i Göteborgs kommun.

## Biografi
Delang avlade sjöofficersexamen vid Kungliga Sjökrigsskolan 1974 och utnämndes samma år till fänrik vid Älvsborgs kustartilleriregemente, där han tjänstgjorde till 1986 eller 1987. Han befordrades till löjtnant 1977 och till kapten 1981. År 1986 befordrades han till major och han tjänstgjorde någon gång under perioden 1986–1988 vid Blekinge kustartilleriförsvar med Karlskrona kustartilleriregemente, varefter han i slutet av 1980-talet tjänstgjorde vid Västkustens marinkommando. År 1995 befordrades han till överste, varefter han 1995–1998 var stabschef vid Gotlands militärkommando och 1998–2000 chef för Älvsborgs kustartilleriregemente.
Delang tjänstgjorde 2000–2014 i Göteborgs kommun, bland annat som stadsdelschef i Majorna, som stadsbyggnadsdirektör under 2011, som tillförordnad stadsdirektör 2011–2012 och som ordinarie stadsdirektör 2012–2014.
Bengt Delang invaldes 1994 som ledamot av Kungliga Örlogsmannasällskapet. År 2004 utträdde han ur sällskapet.